# Krassen in het tafelblad
Krassen in het tafelblad is een Nederlandstalig kinderboek, geschreven door Guus Kuijer, met illustraties van Mance Post. Het werd uitgegeven in 1978 door Uitgeverij Querido (Amsterdam) en een aantal maal herdrukt (15e druk: 1998). De doelgroep is 10+.
Het boek maakt deel uit van een reeks boeken over Madelief. De voorafgaande titels zijn: Met de poppen gooien (1975), Grote mensen, daar kan je beter soep van koken (1976) en Op je kop in de prullenbak (1977). Na Krassen in het tafelblad (1978) volgde nog het laatste deel: Een hoofd vol macaroni (1979). De delen werden samen als omnibus uitgegeven: Het grote boek van Madelief (1983, 25e druk 2007).
Het werd verfilmd in 1998 als Madelief, krassen in het tafelblad.

## Vertalingen en prijzen
Het boek werd vertaald in het Duits, Zweeds, Italiaans, Frans en Japans.
In 1979 werd Krassen in het tafelblad bekroond met de Gouden Griffel. Ook Met de poppen gooien had een Gouden Griffel gewonnen en Grote mensen, daar kan je beter soep van koken een Zilveren Griffel.
In Duitsland won Krassen in het tafelblad, in de vertaling Erzähl mir von Oma van Hans Georg Lenzen, de Duitse Jeugdliteratuurprijs (1982).

## Inhoud
De oma van Madelief is overleden, maar zij heeft haar nauwelijks gekend, omdat Madeliefs moeder weinig contact met haar moeder had. Madelief krijgt de indruk dat haar grootmoeder een kille, onaardige vrouw was. Na de begrafenis komt opa logeren en later logeert Madelief bij hem. Zij is een nieuwsgierig en slim meisje en praat veel met haar grootvader.
Langzaam komt ze meer te weten over haar grootmoeder. Zij was een vrije, idealistische vrouw die hield van reizen, maar het lukte haar niet haar dromen te verwezenlijken, waardoor ze verbitterd raakte. Achter in de tuin had ze een tuinhuisje. Madelief treft daar een tafel aan vol diepe krassen, als tralies voor een raam. Ze vraagt zich af waarom oma die gemaakt heeft.

## Boekbesprekingen
Na verschijning en na de toekenning van de Gouden Griffel verschenen er in verschillende kranten besprekingen van het boek.
- "(...) het boek is werkelijk de moeite van het lezen waard. Krassen in het tafelblad is een modern kinderboek. Modern in die zin van het woord, dat alle minder mooie dingen van het leven op volwassen wijze naar voren worden gehaald. Ook het taalgebruik is eigentijds gebezigd (...). Madelief, die vervolgens met opa meegaat naar zijn huis en daar een tijd blijft om de oude man op te kikkeren, gaat zelf op speurtocht. (...) Zonder het zelf te beseffen, haalt ze haar opa door de eenzame, moeilijke periode na de dood van haar oma heen. Opa wordt weer kind en Madelief wordt volwassen. Een boeiend, leerzaam, eigentijds kinderboek". (Kleny de Jonge, Nieuwsblad van het Noorden, 1978).[1]
- "Een triest verhaal. Het verhaal van veel vrouwen die zich aanpasten tot in het oneindige. (...) Voor Madelief ligt het anders. (...) Ik hoop dat zij de juiste keuze doet. Die voor zichzelf. Eigenlijk gaan al mijn Madelief-boeken daarover. Dat je voor jezelf moet opkomen. Dat je je lekker moet proberen te voelen. (...) Oma was geen naar mens, dat begrijpt Madelief aan het eind van het boek maar al te goed. Ze deed alleen een verkeerde keus. En ze deed daar eigenlijk niemand een plezier mee". (Interview, Nieuwsblad van het Noorden, 1978).[2]
- "Inmiddels zijn er diverse nieuwe boeken over Madelief verschenen en ze zijn allemaal steengoed. (...) Dit klinkt als een triest en zwaar verhaal voor een kinderboek. Het geniale van Kuijer is nu weer dat dit absoluut niet het geval is. Door de vorm waarin hij het verpakt, belevenissen en gesprekken van Madelief en haar opa en door zijn geestige en directe schrijftrant, is het weer een uiterst plezierig leesbaar boek geworden. Ik vond het wel het ontroerendste Madelief-boek tot nu toe". (Edith Bakker, De waarheid, 1978).[3]
- "Ik heb bewondering voor het observatievermogen van Guus Kuijer. Geen trekje ontgaat hem, geen overbodige beschrijving kom je tegen. Maar wat brengt nu dit boek aan jonge lezers? (...) wat geeft het voor uitzicht of voor bevrediging, al die kortsluitingen tussen grote mensen- en kinderpraat? (...) Ik zoek vaak naar de boodschap van een boek. Ik kan die hier niet vinden". (H. Slings, Nederlands dagblad, 1979).[4]